# Hartmut Heinrich
Hartmut Heinrich, né le 5 mars 1952 à Northeim (Allemagne), est un géologue marin et climatologue allemand.

## Biographie
Heinrich étudie la géologie à l'université de Göttingen et obtient son doctorat en géologie marine à l'université Christian-Albrechts de Kiel.
Il effectue un grande partie de sa carrière au département d'océanographie de l'Agence fédérale maritime et hydrographique allemande (Bundesamt für Seeschifffahrt und Hydrographie, BSH) à Hambourg. Il y travaille notamment sur les questions de protection de l'environnement marin et d'adaptation au changement climatique. De 2006 à 2017, il dirige le département de physique de la mer tout en continuant à enseigner.
Il prend sa retraite universitaire en septembre 2017. Depuis cette date, il continue de travailler comme consultant indépendant pour le climat, l'adaptation au climat et l'environnement.
En octobre 2017, le Sénat de la Ville libre et hanséatique de Hambourg lui a décerné le titre honorifique de professeur pour ses services dans la recherche sur le climat.

## Travaux
Dans les années 1980, Heinrich part en mer avec la BSH pour des campagnes de forage du plancher océanique, sur la dorsale médio-atlantique, entre l'Europe et le Groenland. Le but est d'étudier la possibilité d'enfouissement de déchets dans les grands fonds marins. En étudiant les carottes de sédiments Heinrich découvre des couches de débris rocheux qu'il identifie comme étant d'origine glaciaire. Puis des analyses en laboratoire avec sont doctorant Rüdiger Jantschik (isotopes stables et rayons X) permettent de confirmer que les dépôts se sont faits sous un climat très froid et que les débris proviennent d'Islande, du Groenland ou d'Amérique du Nord.
En 1988, Heinrich publie un article dans lequel il décrit des fluctuations climatiques soudaines survenues au cours de la dernière période glaciaire (il y a environ 125 000 à 11 000 ans), causées par l'effondrement des calottes glaciaires de l'hémisphère nord, qui ont été baptisées en son honneur « événements de Heinrich ». La découverte de ces événements de Heinrich, qui ont une forte influence sur le climat mondial notamment en perturbant la circulation thermohaline atlantique, fait considérablement progresser la compréhension de l’histoire du climat et du système climatique de la Terre.

## Publications
- H. Heinrich, « Origin and consequences of cyclic ice rafting in the northeast Atlantic Ocean during the past 130,000 years », Quaternary Research, 29, S. 142–152, 1988.
- G. C. Bond, H. Heinrich, W. S. Broecker, L. Labeyrie, J. McManus, J. Andrews, S. Huon, R. Jantschik, S. Clasen, C. Simet, K. Tedesco, M. Klas, G. Bonani und S. Ivy, « Evidence for massive discharges of icebergs into the North Atlantic ocean during the last glacial period », Nature, 360, S. 245–249, 1992.
- H. Heinrich, C. Schmidt, F. Ziemen, U. Mikolajewicz, C. Röttig, « Massive deposition of Sahelian dust on the Canary Island Lanzarote during North Atlantic Heinrich Events », Quaternary Research, 101, S. 51–66, 2021.